# Nissequogue
Nissequogue es una villa ubicada en el condado de Suffolk en el estado estadounidense de Nueva York. En el año 2000 tenía una población de 1,543 habitantes y una densidad poblacional de 158 personas por km².

## Geografía
Nissequogue se encuentra ubicada en las coordenadas 40°53′55″N 73°11′41″O / 40.89861, -73.19472. Según la Oficina del Censo, la ciudad tiene un área total de 10,3 km² (4 mi²), de la cual 9,8 km² (3,8 mi²) es tierra y 0,5 km² (0,2 mi²) (0%) es agua.

## Demografía
Según la Oficina del Censo en 2000 los ingresos medios por hogar en la localidad eran de $140,786, y los ingresos medios por familia eran $157,973. Los hombres tenían unos ingresos medios de $100,000 frente a los $69,167 para las mujeres. La renta per cápita para la localidad era de $63,148. Alrededor del 2.4% de la población estaban por debajo del umbral de pobreza.